# スノーバード (曲)
「スノーバード」（英語: Snowbird）は、アン・マレーの楽曲。作詞作曲は、ジーン・マクレラン。

## 解説
1969年にカナダの『アン・マレーTVショウ』にジーン・マクレランが出演し、マレーのメジャー・レーベルからの初のアルバム『This Way Is My Way』のために本作と「Binding My Time」を録音した。アンは本作について、「ジーンはプリンスエドワードアイランド州のビーチを歩きながら、20分ほどで書いてくれた」と振り返っている。
ヒットについてマレーはそれほど期待していなかったが、リリース後チャートを上昇し、Billboard Hot 100では最高8位を記録し、16週にわたってチャートインし、イージー・リスニング・チャートでは6週間1位を維持した。イギリスでは最高位23位を記録。RPM誌が発表したトップ・シングル・チャートで2位、カントリー・チャートで1位を記録した。なお、この曲でマレーはカナダ出身の女性歌手で最初のゴールド・ディスク受賞を果たし、2003年には"Canadian Songwriters of hall of fame"に選出されている。2007年にはアルバム『デュエット』でサラ・ブライトマンとのデュオを披露している。

## カバー
- リン・アンダーソン - アルバム『Rose Garden』（1970年）
- ペリー・コモ - アルバム『It's Impossible』（1970年）
- ロレッタ・リン - アルバム『Coal Miner's Daughter』（1971年）
- ジーン・マクレラン（英語版） - アルバム『Gene MacLellan』（1970年）
- レイ・コニフ&ザ・シンガーズ - アルバム『We've Only Just Begun』（1970年）
- アル・マルティーノ - アルバム『My Heart Sings』（1970年）
- ジーン・マクレラン - アルバム『Here & Now』（1970年）[7]
- アンディ・ウィリアムス - 『The Andy Williams Show』（1970年）
- エルヴィス・プレスリー - 『Elvis Country (I'm 10,000 Years Old)』 （1971年）
- ワンダ・ジャクソン - アルバム『When It's Time to Fall in Love Again』（1974年）